# Illuge Bryndölaskald
Illuge Bryndölaskald (Illugi bryndœlaskáld) var en isländsk furstelovskald verksam vid mitten av 1000-talet.
Illuge är nämnd, både i Skáldatal och i kungasagorna, som en av den norske kungen Harald hårdrådes hirdskalder. Fyra halvstrofer ur en Haraldsdrapa har bevarats, varav framgår att skalden själv framfört sitt kväde inför kungen. Första och fjärde raden i dessa strofer berättar om kungens tid i väringagardet och om hans färd genom Gårdarike. Andra och tredje raden, som tillhör stefet (omkvädet), tar upp episoder ur Völsungasagan. I en av dessa halvstrofer, som finns i Skáldskaparmál (58), nämns hur Sigurd dräper ormen Fafner.
Också två rader ur en lausavísa, som tycks ha varit en kärleksdikt, har bevarats.
Om Illuges levnad och härkomst är ingenting känt. Tillnamnet skulle kunna betyda att han var ”Bryndalingarnas skald”, eller möjligen att han själv härstammade från Brynjudalur i Kjósarhreppur på sydvästra Island.